# 야마오카촌 (후쿠시마현)
야마오카촌(山岡村)은 후쿠시마현 히가시시라카와군에 일찍이 존재했던 촌이다.

## 지리
현재의 다나구라정 동부에 해당한다.

## 역사
- 1889년 4월 1일 - 정촌제 시행에 의해 야마다촌, 오카다촌과 합병해 성립하였다.
- 1955년 1월 1일 - 다나구라 정, 다카노 촌, 야시로가와 촌, 지카쓰 촌과 합병해, 새로운 다나구라정이 성립하여, 동일 야마오카 촌이 폐지되었다.

## 인구
- 1889년 304
- 1920년 454
- 1947년 646

## 참고문헌
- 角川日本地名大辞典編纂委員会『角川日本地名大辞典 7 福島県』、角川書店、1981年 ISBN 4-04-001070-1
- 日本加除出版株式会社編集部『全国市町村名変遷総覧』、日本加除出版、2006年、ISBN 4-8178-1318-0